# نیروگاه تی میهی
نیروگاه تی میهی (به انگلیسی: Te Mihi Power Station) (نیوزلند در منطقه وایراکی در نزدیکی آتشفشانی منطقه تائوپو در شمال نیوزلند، شروع ساخت مارس ۲۰۱۱، بهره‌برداری مه ۲۰۱۴)، یکی از نیروگاه‌های کشور نیوزلند از نوع زمین‌گرمایی با ظرفیت تولید ۱۶۶ مگاوات که شامل ۲ واحد ۸۳ مگاواتی ساخت توشیبا است.
تصمیم برای سرمایه‌گذاری این نیروگاه در فوریه ۲۰۱۱ شروع شد و با راه‌اندازی آن در مه ۲۰۱۴ شروع به کار کرد و در اوت ۲۰۱۴ با ظرفیت ۱۶۶ مگاوات به طور رسمی افتتاح شد. این پروژه ۶۲۳ میلیون دلار هزینه برداشت.

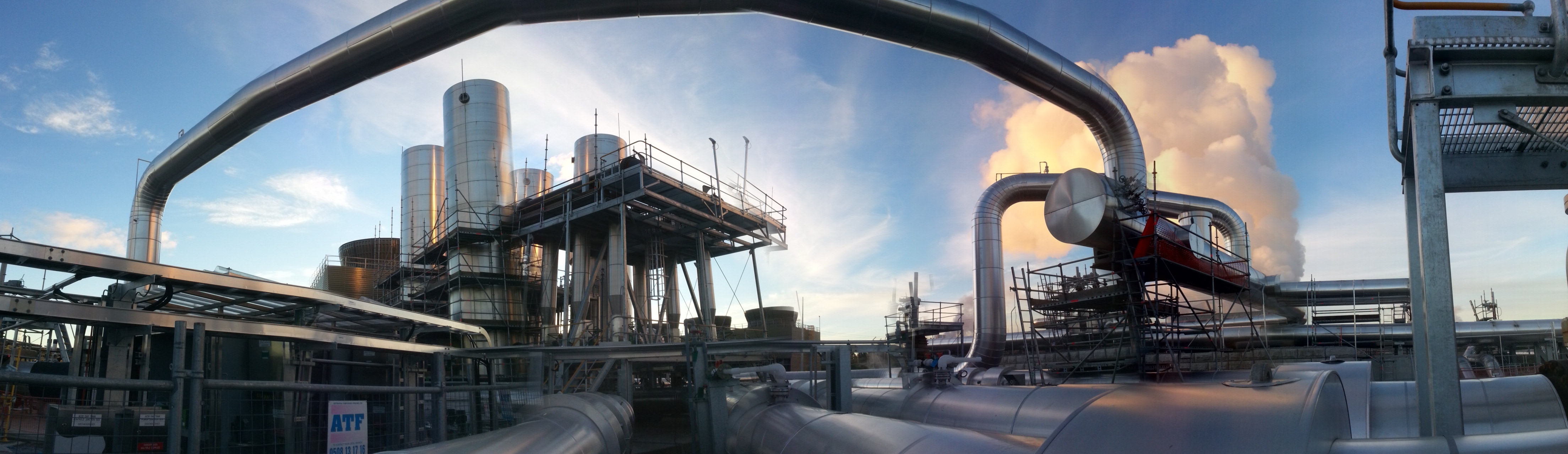
نیروگاه زمین‌گرمایی تی میهی در نیوزیلند.